# Angelina Topić
Pour les articles homonymes, voir Topic.
Angelina Topić (née le 26 juillet 2005 à Belgrade) est une athlète serbe spécialiste du saut en hauteur.

## Biographie
Elle est la fille de la triple-sauteuse Biljana Topić et du sauteur en hauteur Dragutin Topić qui est également son entraineur.
Elle se révèle en 2021 à l'âge de 15 ans en remportant le titre de championne de Serbie du saut en hauteur en salle et en plein air. Cette même année, elle se classe 8e des championnats d'Europe juniors et 6e des championnats du monde juniors.

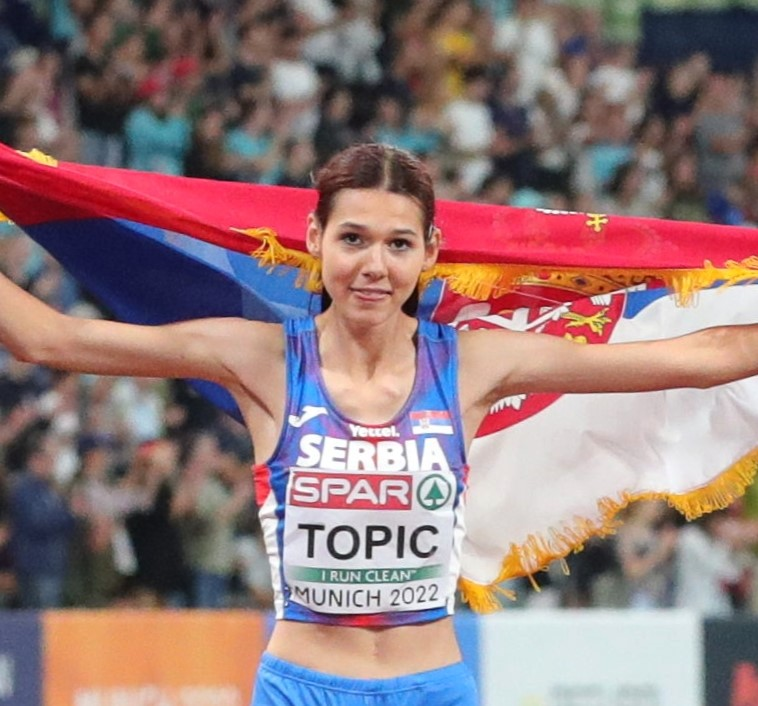
Angelina Topić lors des championnats d'Europe 2022.

Pour l'une de ses premières compétitions internationales senior, elle se classe 9e des championnats du monde en salle, à Belgrade, avec la marque de 1,88 m. Elle porte son record personnel à 1,93 m le 16 mai 2022 à Kraljevo, et à 1,95 m le 1er juin 2022 à Athènes, nouveau record de Serbie. Le 26 juin 2022 à Kruševac lors des championnats de Serbie, elle ajoute un centimètre à son record en réalisant 1,96 m, égalant la meilleure performance U18 de tous les temps. Troisième des championnats du monde juniors à Cali, elle obtient son premier podium dans une compétition continentale senior en prenant la troisième place des championnats d'Europe 2022 à Munich, devancée avec un saut à 1,93 m par l'Ukrainienne Yaroslava Mahuchikh et la Monténégrine Marija Vuković.
En début de saison 2023, Angelina Topić établit un nouveau record personnel en salle en franchissant 1,94 m à Belgrade. Elle termine au pied du podium des championnats d'Europe en salle à Istanbul, devancée aux essais pour la médaille de bronze par l'Ukrainienne Kateryna Tabashnyk. Le 9 juin au Meeting de Paris, elle établit un nouveau record de Serbie avec 1,97 m. En août 2023, elle devient championne d'Europe junior à Jérusalem en effaçant une barre à 1,90 m. Elle participe aux championnats du monde 2023 à Budapest et termine à la 7e place avec un saut à 1,94 m. Le 8 septembre 2023, elle égale son record de Serbie de 1,97 m lors du Mémorial Van Damme à Bruxelles.
Le 13 février 2024 à Banská Bystrica, Angelina Topić égale une nouvelle fois son record personnel de 1,97 m. et se classe cinquième des championnats du monde en salle 2024 à Glasgow (1,92 m). Le 19 mai 2024 lors du meeting Ligue de diamant de Marrakech, elle remporte l'épreuve et ajoute un centimètre à son record de Serbie en franchissant 1,98 m.
Elle remporte la médaille d'argent aux championnats d'Europe, s'inclinant face à la favorite Yaroslava Mahuchikh.
Elle égale son record au meeting de Paris.
Aux Jeux olympiques, elle dispute les qualifications malgré une cheville fracturée, mais déclare forfait pour la finale.
Remise de sa blessure, elle s'adjuge le titre mondial U20 à Lima avec un saut à 1,91 m.

## Palmarès
| Date | Compétition                    | Lieu             | Résultat | Marque |
| ---- | ------------------------------ | ---------------- | -------- | ------ |
| 2022 | Championnats du monde en salle | Belgrade         | 9e       | 1,88 m |
| 2022 | Championnats d'Europe U18      | Jérusalem        | 1re      | 1,92 m |
| 2022 | Championnats du monde juniors  | Cali             | 3e       | 1,93 m |
| 2022 | Championnats d'Europe          | Munich           | 3e       | 1,93 m |
| 2023 | Championnats d'Europe en salle | Istanbul         | 4e       | 1,94 m |
| 2023 | Championnats d'Europe juniors  | Jérusalem        | 1re      | 1,90 m |
| 2023 | Championnats du monde          | Budapest         | 7e       | 1,94 m |
| 2023 | Ligue de diamant               | Ligue de diamant | 3e       | 1,95 m |
| 2024 | Championnats du monde en salle | Glasgow          | 5e       | 1,92 m |
| 2024 | Championnats d'Europe          | Rome             | 2e       | 1,97 m |
| 2024 | Championnats du monde U20      | Lima             | 1re      | 1,91 m |
| 2025 | Championnats d'Europe en salle | Apeldoorn        | 2e       | 1,95 m |

## Records
| Épreuve         | Épreuve      | Hauteur     | Lieu            | Date                       |
| --------------- | ------------ | ----------- | --------------- | -------------------------- |
| Saut en hauteur | En plein air | 1,98 m (NR) | Marrakech Paris | 19 mai 2024 7 juillet 2024 |
| Saut en hauteur | En salle     | 1,97 m (NR) | Banská Bystrica | 13 février 2024            |

## Récompenses
- Athlète montante européenne de l'année en 2023